# كأس إسكتلندا 1895–96
كأس اسكتلندا 1895–96 (بالإنجليزية: 1895–96 Scottish Cup)‏ هو موسم من كأس اسكتلندا. فاز فيه هارت أوف ميدلوثيان.